# بابک امینی
بابک امینی (زادهٔ ۱۷ فروردین ۱۳۴۹ تهران) آهنگساز، تنظیم کننده و نوازنده گیتار ایرانی است. امینی از سال ۲۰۰۷ در کانادا زندگی می‌کند و عضو انجمن گیتار آمریکا (دانشگاه CSUN، نورتریج، کالیفرنیا)، مدرس آکادمی موسیقی کانادا و عضو انجمن موسیقیدانان تورنتو (TMA) است.   

## پیشینه
بابک امینی از کودکی به موسیقی علاقه‌مند شد و گیتار را به عنوان ساز اصلی خود انتخاب کرد. او از ۱۰ سالگی آموزش گیتار به سبک فلامنکو را نزد شاهرخ پرتوی آغاز کرد. سپس سطح هنر نوازندگی خود را نزد سیمون آیوازیان به مراتب بالا رساند. 
نام بابک امینی زمانی بر سر زبان‌ها افتاد که در اولین جشنواره موسیقی پاپ پس از انقلاب در ایران به همراه بسیاری از گروه‌ها به عنوان نوازنده بر روی صحنه رفت. او در این جشنواره به همراه کاوه یغمایی، با گروه «بابک و کاوه» در فستیوال حضور یافت و این گروه ستاره طلایی این فستیوال را از آن خود کردند.
پس از سال‌ها ممنوعیت موسیقی پاپ در ایران، با آغاز دهه هفتاد خورشیدی این گونه موسیقی آغازی دوباره را تجربه کرد و در همین دهه بود که اولین جشنواره موسیقی پاپ پس از انقلاب در ایران برگزار شد. جشنواره‌ای که در نوع خود بی‌نظیر بود. ترکیب داوران این فستیوال هم ترکیب شگفت‌انگیزی بود: مسعود کیمیایی کارگردان سینما و احمدرضا احمدی شاعر نوپرداز در غیاب چهره‌ها و نام‌های آشنای موسیقی ایران، از جمله داوران اولین و آخرین دوره فستیوال موسیقی پاپ پس از انقلاب بودند.

## فعالیت حرفه‌ای
بابک امینی در  هجده سالگی وارد دنیای حرفه ای موسیقی شد و اولین آلبوم خود را با نام «باران خاکستری»، در سال ۱۳۶۹ منتشر کرد و پس از آن آلبوم «آبی باران» را منتشر کرد. سومین آلبوم بابک امینی «اسم سایه» نام داشت که اشعار آن از شاعرانی بزرگ همچون حافظ، مولانا، باباطاهر و نیما بود.
امینی در سال ۲۰۰۰ آلبوم زرتشت را با صدای گوگوش منتشر کرد. بعدها او نوشتن، تنظیم و اجرای موسیقی تور جهانی گوگوش را نیز عهده‌دار شد. در حالی که در تور، او تصمیم گرفت برای تکمیل آلبوم خود به نام «جادو» در آمریکا فعالیت کند.
همچنین او در فیلم قرمز آهنگ خاطره انگیز «عاشقم من» از «دلکش» را با نوازندگی و خوانندگی خودش به صورت غیررسمی ارائه داد.

## جایگاه در صحنه موسیقی
بابک امینی با ترکیبی از تکنیک‌های موسیقی جهانی و الهام‌گیری از تجربیات موسیقی ایرانی، به عنوان یکی از شخصیت‌های برجستهٔ صحنهٔ موسیقی ایران شناخته می‌شود. او با آثار خود توانسته است مخاطبان بسیاری را جذب کرده و به عنوان یکی از موسیقیدانان پرطرفدار در ایران محسوب شود. با ادامهٔ فعالیت‌های موسیقی و ارائهٔ آثار جدید، بابک امینی همچنان در مسیر رشد و پیشرفت خود ادامه می‌دهد و به عنوان یکی از نمایندگان مهم موسیقی ایران در داخل و خارج از کشور شناخته می‌شود.

## فعالیت‌های هنری
آثار بابک امینی شامل آلبوم‌های متعددی است که در سبک‌های مختلفی از جمله فلامنکو، راک، بلوز و جاز اجرا شده‌اند. او به طور مداوم در فضای موسیقی ایران فعالیت داشته و علاوه بر آن با اجراهای زنده در صحنه‌های جهانی و ضبط آلبوم‌های موسیقی بی‌کلام، مخاطبان گسترده‌ای را در سطح بین‌المللی به خود جلب کرده‌است. او در همکاری با دیگر هنرمندان نیز فعالیت‌های زیادی داشته و به عنوان یکی از گیتاریست‌های برجستهٔ صحنهٔ موسیقی ایران و جهان شناخته می‌شود. آثار و همکاری‌های او به عنوان یکی از نمایندگان برجستهٔ موسیقی ایران در مقاطع مختلف از تاریخ موسیقی این کشور، به جایگاه ویژه‌ای دست یافته است. 

## تور کنسرت‌ها و اجراهای زنده
در سال‌های ۲۰۰۶ و ۲۰۰۷ بابک با فعالیت‌های زنده اش فعال بوده‌است و در سال‌های گذشته فعالیت‌های خود را ادامه داده‌است:
کنسرت با فرامرز اصلانی، ۲۰۰۷ (نوازنده گیتار الکتریک و رهبر ارکستر)
جشن مهرگان در شهرستان نارنج، ۲۰۰۶
جشنواره مهرگان در سن دیگو، ۲۰۰۶
کنسرت ارکستر در مرکز هنرهای تورنتو، ۲۰۰۶
جشنواره موسیقی جز در تورنتو، ۲۰۰۶
تور «پروژه اینسترومنتال بابک امینی» در امریکای شمالی، ۲۰۲۴

## فعالیت‌های اجتماعی و خیرخواهانه
بابک امینی در بسیاری از فعالیت‌های خیرخواهانه همچون کنسرت سال ۲۰۰۲ در Toronto Center for Arts همراه با دیگر نوازندگان کانادایی و ایرانی برای کمک به آسیب دیدگیان زمین لرزه بم، به روی صحنه رفت.
سازمان فرهنگی تیرگان در روز شنبه ۲۵ مارچ ۲۰۲۳ کنسرت «برای ایران» را همزمان با عید نوروز و با هدف همصدایی با اعتراضات مردم ایران در سالن بزرگ «اسکوشیا بنک ارینا» برگزار کرد. در این کنسرت شمار زیادی از خوانندگان و هنرمندان بزرگ ایرانی به اجرای هنر اعتراضی پرداختند که بابک امینی سهم با برخی از این هنرمندان همنوازی کرد و شاهزاده رضا پهلوی از وی به خاطر تلاش بسیاری که در برگزاری مناسب این کنسرت داشت، به صورت ویژه تشکر کرد.

## ترانه‌شناسی

### آلبوم‌ها
- باران خاکستری (۱۹۹۰)
- آبی باران (۱۹۹۳)
- اسم سایه (۱۹۹۹)
- جادو (۲۰۰۱)
- پروژه بابک امینی (۲۶ مارچ ۲۰۲۰)

### تک آهنگ‌ها
- دایره‌ها (با همکاری خورخه پاردو- ۱ نوامبر ۲۰۲۳)

### آهنگسازی و تنظیم برای دیگران
- آهنگسازی و تنظیم آلبوم زرتشت با خوانندگی گوگوش (۲۰۰۰)
- آهنگسازی و تنظیم آلبوم پروانگی با خوانندگی میثم بختیاری (۲۰۰۲)
- آهنگسازی و تنظیم ترانه پیر مشرق با خوانندگی گوگوش (۲۰۰۴)
- آهنگسازی و تنظیم ترانه آبی با خوانندگی گوگوش (۲۰۰۶)
- تنظیم آهنگ‌های متعددی برای سوگند ۲۰۰۴ تا ۲۰۰۵
- تنظیم و آهنگسازی آلبوم دوم برای میثم بختیاری – ۲۰۰۵
- تنظیم آهنگ‌های سولی (خورشید روح – ۲۰۰۶)
- دیوار سنگی اجرای مشترک ابی و گوگوش (۲۰۱۴)
- کی اشکاتو پاک می‌کنه اجرای مشترک گوگوش و ابی (۲۰۱۴)
- آهنگسازی و تنظیم ترانه گریه کنم یا نکنم با خوانندگی گوگوش
- آخرین بوسه، شاهین نجفی (۲۰۲۰)
- پرواز، شاهین نجفی (۲۰۲۱)
- شاعر چشمهات (آلبوم سیگما)، شاهین نجفی (۲۰۲۲)
- خدانور، اردوان حاتمی (۲۰۲۲)
- نوازنده و هنرمند برجسته در آهنگ رویاییه دنیام،کامیار(2023)